# 津山タクシー
津山タクシー（つやまタクシー）は、岡山県津山市に本社を置く両備グループに属するタクシー事業者である。

## 概要
- タクシーは普通タクシー・レクサス・ジャンボタクシーを保有している。
- 津山市で配車アプリ（モバイルクリエイト社）を使用してタクシーを呼ぶと来てくれるタクシー会社である。

## 沿革
- 1953年（昭和28年）2月6日 ‐ 津山市京町に鶴山タクシーの名称で発足。  その後津山市田町に本社を移転し津山タクシー株式会社となる。
- 1999年（平成11年）12月1日 ‐ 岡山交通株式会社津山営業所と吸収合併し、津山市北園町に移転。
- 2012年（平成24年）4月1日 ‐ 両備バス津山支店と津山タクシー株式会社が合併し、両備津山カンパニー津山タクシー事業部となる。
- 2020年（令和2年）10月1日 ‐ 両備バス関西カンパニーと両備津山カンパニーが両備バスカンパニーに統合し、両備バスカンパニー津山タクシー事業部となる。
- 2024年（令和6年）10月13日 ‐ 営業所を津山市一方に移転。

## 営業所・運行拠点
- 津山タクシー事業部
  - 岡山県津山市一方10-1

## 関連会社
- 両備グループ